# Ursula Moore
Ursula Moore (1976. május 21. –) magyar pornószínésznő.

## Életrajz
1995 és 2002 között dolgozott pornószínésznőként.
Elnyerte az 1998. január 10-én átadott AVN-díjat Shot-On-Video Awards / Best Couples Scene kategóriában, Rocco Siffredivel megosztva, a Buda című pornófilmben nyújtott alakításukért.

## Filmográfia (válogatás)
1. Private Life of Kate More (2004)
2. The Best by Private 50: Lesbian Games (2003)
3. The Best by Private 37: Orgies (2002)
4. Private Lust Treasures 4 (2002)
5. Raw Sex 8 (2002)
6. The Best by Private 24: Holiday in and Out (2001)
7. Rosa Shocking (2001)
8. Eurobabes #5 (2000)
9. Cargo accès interdit (2000)
10. Diabolique (2000)
11. Euro Anal Sluts 2 (2000)
12. Inferno (2000)
13. Pathos (2000)
14. Rocco e i mercenari (1999)
15. Guardami (1999)
16. Magic Eros (1999)
17. Dark Queen (1999)
18. Vicende intime 2 (1999)
19. Double Feature (1999)
20. Amanda's Diary 2 (1999)
21. Angry Anal Part 35 (1999)
22. Babewatch 8 (1999)
23. Damage Is Done (1999)
24. From the Balcony: The Premiere (1999)
25. Private Gold 33: Cuntry Club (1999)
26. Up Your Ass 10 (1999)
27. Air Tight 3 (1998)
28. Amanda's Diary (1998)
29. Aventuras sexuals de Ulysses (1998)
30. The Baron of Darkness 2 (1998)
31. The Best by Private 2: Private Geographic (1998)
32. The Best by Private 3: The Best Russians of Private (1998)
33. Blowjob Adventures of Dr. Fellatio 12 (1998)
34. Blown Away! (1998)
35. Bunghole Harlots 3 (1998)
36. Cherry Poppers the College Years 10: Pressure Cooker (1998)
37. Delirious (1998)
38. Eternal Desire (1998)
39. In the Flesh (1998)
40. Planet of the Gapes 2: Journey to the Center of the Ass (1998)
41. Puttana dello spazio, La (1998)
42. The Rear Arrangers (1998)
43. Rocco e i magnifici 7 (1998)
44. Rocco Never Dies I (1998)
45. Samson in the Amazon's Land (1998)
46. Sodomania: Slop Shots 5 (1998)
47. Rock Erotic Picture Show (1997)
48. Countess Gamiani (1997)
49. Buda (Gonzo) (1997)
50. 31 Girl Pickup (1997)
51. Afrodite: La dea dell'amore (1997)
52. Baron of Darkness (1997)
53. Böse Mädchen (1997)
54. Böse Mädchen 4 (1997)
55. Caligola: Follia del potere (1997)
56. SexHibition 4 (1997)
57. Sodoma & Gomorra (1997)
58. Wild Bananas on Butt Row (1997)
59. The World's Luckiest Man (1997)
60. Amore & Psiche (1996)
61. Carmen (1996)
62. Daisy & Louise (1996)
63. Deep Behind the Scenes with Seymore Butts 2 (1996)
64. Monaco, Il (1996)
65. Wild East (1996)
66. World Sex Tour 5: Budapest (1996)
67. Sposa, La (1995)